# Pseudanthessius latus
Pseudanthessius latus is een eenoogkreeftjessoort uit de familie van de Pseudanthessiidae. De wetenschappelijke naam van de soort is voor het eerst geldig gepubliceerd in 1950 door Illg.